# Ypthima baldus
Ypthima baldus is een vlinder uit de onderfamilie Satyrinae van de familie Nymphalidae. De wetenschappelijke naam van de soort is voor het eerst geldig gepubliceerd door Johan Christian Fabricius in 1775.
De vlinder heeft bruingrijze vleugels met een grote ooglvek op de voorvleugel, en een rij van kleinere oogvlekken op de achtervleugel. De spanwijdte is 38 tot 46 mm. De vlinder kent verschillende vormen voor het natte en droge seizoen. Het voornaamste verschil is dat de vlinder in het droge seizoen lichter is van kleur. De oogvlekken op de onderkant van de achtervleugel zijn dan nog maar zwarte puntjes.
Als waardplanten worden verschillende soorten grassen gebruikt.
De soort komt voor van India en het Himalayagebied tot Korea en Japan.